# Nagy-Sárrét
A Nagy-Sárrét a Berettyó–Körös-vidék nyugati kistája Békés és Hajdú-Bihar vármegye határterületén. A 620 km²-es területű vidék folyóhátak közé ékelődött, mélyen fekvő síkság a Berettyó menti síkon. Keletről és délkeletről a Bihari-sík, délnyugatról a Dévaványai-sík, nyugatról a Szolnok–Túri-sík, északról a Hortobágy és a Dél-Hajdúság határolja. Történelmi vonatkozásban Sárrét néven ismerték a helyén elterült, azóta lecsapolt mocsárvidéket.

## Fekvése
A Nagy-Sárrét Hajdú-Bihar déli és Békés vármegye északi részén terül el. Nevét a Berettyó, Hortobágy-Berettyó és a Körösök által táplált mocsaras, ingoványos területről kapta. Területe valamikor kb. 150 ezer hold lehetett.

## Története
A Sárrét zord, mocsaras-nádas, emberi letelepedésre szinte alkalmatlannak tűnő terület volt egykoriban. Mégis már a honfoglalás előtt is lakták: szétszórtan elhelyezkedő, kis lakosszámú települések sűrűn fordultak elő a Sárrét szárazabb helyein. Nehezen megközelíthető helyek voltak ezek, melyeknek fenti adottságai természetes védelmet nyújtottak az ott lakók számára, ugyanakkor bőven ellátták a lakosságot élelemmel, tüzelővel.
A magyarok honfoglalás utáni letelepülésekor a Borsa, Csolt és Vatha nemzetség kapta meg a területet. A Szent István király által elrendelt templomépítések itt nagyon lassan mentek végbe, részben azért, mert helyben nem állt rendelkezésre alkalmas építőanyag; köveket ide csak a bihari hegyekből tudtak hordani. Ehhez társultak a kereszténység felvétele elleni mozgalmak, melyek főleg ebből a térségből indultak, mint például a Vata-féle lázadás. 1241-ben, Kada kán által vezetett tatár csapatok dúlták fel a településeket, de később szinte minden falut újjáépítettek.
1550 körül kezdett terjedni a reformáció, a helyiek igen korán felvették az új vallást, reformátussá vált a lakosság nagy része. Gyula eleste után 1566-ban a Sárrét déli fele török uralom alá került, 1660-ig Várad elestéig Szeghalomnál volt a határ a Török Birodalom és Erdély között. Ez azzal is járt, hogy a falvakat állandóan pusztították, némelyik többször is elnéptelenedett. Várad 1692, és Gyula 1695-ben történt visszafoglalása után, a falvak fokozatosan benépesültek, de számuk alaposan megfogyatkozott.
1720 után a települések fejlődése általában egyenletes volt, többségük ma is létezik. Helyi jellegzetességnek tekinthetjük, hogy a mocsarak a határokat bizonytalanná tették, sok határper is folyt emiatt. 1720 után nagy határrendezések voltak, Szeghalom, Füzesgyarmat és Csökmő hovatartozása sokáig volt vita tárgya. Az ez utáni időszakot csendes fejlődés jellemezte, szaporodtak a házak, ezek azonban még mindig sár-, vályogfalú és nádtetős épületek voltak. A lakosság a kezdetektől egészen a folyók szabályozásáig és a mocsarak lecsapolásáig szabad tartásos, rideg állattenyésztéssel foglalkozott. A vizek szabályozása után a mocsarak gyorsan kiszáradtak, és a nádasok felégetése után beindult az intenzív földművelés.
Jelentős ipara nem alakult ki a térségnek, ezt egyébként a korabeli itteni utak többségének szinte járhatatlan mivolta is akadályozta, a vízrendezés után (1886-88) viszont beindult a vasútépítés. A lakosság egy része a vasútnál talált magának megélhetést, egy másik jelentős résznek viszont ez a fejlesztés lehetőséget kínált arra, hogy távolabbi helyekre költözzenek, akár például az akkoriban létesült ipari központokba.

## Települések
- Aka – Bakonszeg mellett feküdt. Első ismert írásos emléke 1283-ból való, a török pusztítás után nem építették újjá.
- Apróhalomháza – Gyomától északra fekszik. Egy fennmaradt okirat 1321-ből említi, mint a Barsa család birtokát, 1598-ban a török csapatok végleg elpusztították.
- Bakonszeg – Berettyóújfalutól délnyugatra a Berettyó mellett fekszik; ma is létező település, itt temették el Bessenyei Györgyöt. A 12. századból ezen a tájon egy Apa-Kovácsi nevű településről van adat, de ezen a területen jelentős népvándorlás-korabeli sírokat is találtak.
- Balkány – Szeghalomtól északnyugatra feküdt. 1598-ban pusztult el.
- Bálinttelke – Berettyóújfalutól délnyugatra. Első ismert írásos emléke 1291-ből való, 1470-ben már csak mint pusztát említették.
- Báránd – Püspökladánytól keletre található. Első ismert írásos emléke egy IV. László által kiadott oklevél.
- Barsa – Csökmőtől északra volt. Első ismert említése 1216-ból maradt fent; a török pusztítása után nem épült újjá.
- Bélmegyer – Vésztőtől délnyugatra fekszik, az ismert források először 1346-ban említették
- Berettyószentmárton – ma Berettyóújfaluhoz tartozik, annak déli részén a Berettyó bal partján. Első ismert említése 1213-ból származik.
- Berettyóújfalu – első ismert említése 1285-ből származik, akkor mint Nova Villa említették.
- Biharnagybajom – Füzesgyarmattól északra fekszik, 1216-ban már szerepel a váradi regestrumban, de a múltja a történészek szerint jóval korábbra nyúlik vissza, már a honfoglalás előtt is jelentős földvár lehetett a területén
- Bihartorda – Berettyóújfalutól nyugatra fekszik, első ismert említése 1221-ből való.
- Bócshida (Bócs) – Berettyóújfalutól délnyugatra, 1274-ből ismert az első említése, ma már csak egy tanya áll a helyén.
- Bozsód – Csökmőtől északkeletre feküdt, az ismert források először 1220-ban említették, a török idők alatt pusztult el.
- Bökény – szintén Csökmő közelében volt, az ismert források 1214-ben említették először, és 1588-ban még lakták. Pontos helye nem tisztázott.
- Bucsa – Karcag és Füzesgyarmat között található.
- Cséfány – Szeghalom közelében, 1336-ban már egyháza volt, 1598-ban a tatárok elpusztították.
- Csekehida – Zsákától nyugatra lévő falu volt. 1322-ben már írásban említették; a török pusztítás után nem építették újjá.
- Csiff – 1229-ben Cheph néven említették, kis lélekszámú település volt, területe ma Darvashoz tartozik, Csiff-major néven.
- Csolt – Vésztőtől nyugatra a mai mágori dombon állt. 1220-ból ismert a legkorábbi írásos említése; a 16. században Mágor faluhoz csatolták.
- Csökmő – neve több változatban is előfordult. 1219-ben már szerepelt a váradi regestrumban.
- Csudabala – Gyomától északra volt, először 1325-ben említették, 1703-ban végleg elpusztult.
- Darvas – Csökmő, Zsáka és Füzesgyarmat szomszédságában található, 1396-ban már mai nevén szerepelt.
- Déter – Berettyóújfalu közelében volt egykori falu, 1252-ben írásban említették, 1477 után viszont már nem tettek róla említést.
- Dévaványa – első ismert írásos emléke 1334-ből való.
- Ecsegfalva – Dévaványától északra található, 1475-ben már mint virágzó falut említették.
- Enyed (Ösvény) – Füzesgyarmat közelében volt, 1219-ből származik az első ismert említése, 1598-ban a tatárok pusztították el.
- Fás – Vésztőtől nyugatra volt, 1221-ben már említették. Érdekessége, hogy a török idők alatt végig fennállott, csak 1685 után pusztult el, főleg a császári csapatok tevékenysége miatt. 1728-ban ismét benépesítették, de egy későbbi pestisjárvány majdnem az egész falut elpusztította. A túlélőket Körösladányba költöztették, azóta lakatlan.
- Furta – Zsáka mellett található. Első, megbízható írásos emléke 1552-ből való.
- Füregyháza – Füzesgyarmat közelében volt, első fennmaradt írásos emléke 1216-ból való, de már a tatárjáráskor elpusztult.
- Füss – Szeghalom közelében volt, pontos helye nem ismert. 1283-ban egy örökösödési oklevélben említették, valószínűleg a török idők alatt pusztult el.
- Gáborján – Szentpéterszeg és Hencida között a Berettyó partján fekszik. Első említése a XV. századból ismert.
- Hencida – Gáborján tőszomszédságában a Berettyó partján helyezkedik el. Első említése a XV. századból ismert.
- Körösladány – 1222-ben a Váradi Regestrum - (amelyben a helynév a nadányi alesperes nevében tűnik fel. A falut besenyők alapították 1125 körül
- Nagyrábé – Nagyrábét először a Váradi regestrum említette 1215-ben, Rábé néven.
- Szentpéterszeg – Berettyóújfalu és Gáborján között a Berettyó mentén terül el. A honfoglaláskor már lakott terület volt.
- Sárrétudvari –
- Szerep -